# Admiral Vladivostok
El Hockey Club Admiral (del ruso: Хоккейный клуб Адмирал), comúnmente conocido como Admiral Vladivostok, es un club profesional de hockey sobre hielo con sede en Vladivostok, Krai de Primorie, Rusia. Son miembros de la División Chernyshev de la Conferencia Este de la Liga de Hockey Kontinental (KHL). Admiral jugar sus partidos en casa en el Fetisov Arena, que tiene una capacidad de 7.500 espectadores.
Admiral se unió a la liga en 2013 como equipo de expansión, lo que los convirtió en uno de los dos únicos equipos en el Extremo Oriente de Rusia junto al Amur Khabarovsk.

## Historia
A petición del gobernador del Krai de Primorie, Vladimir Miklushevsky, la creación del club fue honrada por un miembro del Consejo de la Federación del Territorio, la leyenda del hockey ruso Vyacheslav Fetisov. El 21 de abril de 2013, se decidió que el Admiral se unirían a la Liga de Hockey Kontinental en la temporada 2013-14. En una reunión con los editores de los medios costeros en diciembre de 2013, Vladimir Miklushevsky dijo que la idea de un club nació en el cumpleaños de Vyacheslav Fetisov, el 20 de abril de 2013.
El nombre y el escudo del Admiral fueron determinados por el público. Los nombres seleccionados fueron Admiral, Orca y Outpost, pero fue Admiral quien ganó con el 72,2% de los votos. Situado en la costa del Pacífico, su logotipo cuenta con un ancla azul con el apoyo de los caracteres blancos en cirílico «Admiral» (en castellenao, «almirante»).

## Entrenadores
- Hannu Jortikka, 2013
- Sergei Svetlov, 2013–14
- Dusan Gregor, 2014
- Sergei Shepelev, 2014–2015
- Alexander Andrievsky, 2015–